# 内川朝陽
内川 朝陽（うちかわ あさひ、2002年4月17日 - ）は、ジャパンラグビーリーグワンのNECグリーンロケッツ東葛に所属している、ラグビーユニオン選手。

## 略歴
りんどうヤングラガーズ（福岡県久留米市）でラグビーを始める。中学まで水泳や陸上競技も行う。
隣県の強豪校、佐賀県立佐賀工業高等学校に進学。2年時ではロックとして花園（全国高等学校ラグビーフットボール大会）に出場。3年時はキャプテンを務めた。
2021年、関東学院大学に進学。ラグビー部では1年時から関東大学リーグ戦にバックロー（フランカー、ナンバーエイト）で4試合出場した。
2022年、2年時の夏に菅平で行われた練習試合で右膝の前十字靭帯を断裂し、2カ月後の10月に手術をしたが、コンパートメント症候群を罹患したため集中治療室で2か月治療した。リハビリを経て、2023年11月に1年4カ月ぶりに試合に復帰し、12月の拓殖大学との入替戦でトライを挙げて、昇格に貢献した。4年時には、由比藤聖と共同キャプテンを務めた。
2025年1月23日、ジャパンラグビーリーグワンのNECグリーンロケッツ東葛へ、アーリーエントリーでの入団を発表した。同年3月、関東学院大学卒業。